# Achthoven (Montfoort)
Pour les articles homonymes, voir Achthoven.
Achthoven est un polder situé dans la commune néerlandaise de Montfoort, dans la province d'Utrecht. Dans ce polder, on trouve deux hameaux : Achthoven-West et Achthoven-Oost. Le 1er janvier 2004, les deux hameaux réunis comptaient 170 habitants.

## Histoire
Achthoven fut une commune indépendante jusqu'au 8 septembre 1857, date de son rattachement à la commune de Linschoten. Achthoven avait déjà été rattaché à Linschoten entre 1812 et 1818.